# Нигматзянов, Ленар Наильевич
Лена́р Наи́льевич Нигматзя́нов (род. 4 декабря 1985) — российский спидвейный гонщик. Бронзовый призёр Кубка России в парном зачёте.

## Карьера
Воспитанник октябрьской школы спидвея, однако с началом профессиональной карьеры с 2003 по 2007 года выступал за балаковский клуб  СТМК Турбина.  После ухода СТМК из КЧР в 2008 и 2009 числился в заявке другого балаковского клуба – СК Турбина, однако не провёл в чемпионате страны ни одной гонки. В 2010 г. вернулся в СК Октябрьский, где выступал по 2013 год.
Главное достижение в чемпионатах России — бронза Кубка России среди пар совместно с Алексеем Гузаевым и Денисом Гизатуллиным (2011 год).
Провёл 4 сезона в клубах Второй польской лиги. В 2007 г. имел контракт с клубом первой лиги "КМЖ Люблин", но так и не принял участия ни в одной гонке.
В сентябре 2014 г. совершил велопробег Октябрьский – Балаково в память о своем друге, погибшем гонщике Гжегоже Кнаппе, преодолев около 600 км за 3,5 дня.

## Среднезаездный результат
| Лига        | 2003               | 2004               | 2005               | 2006               | 2007               | 2008        | 2009             | 2010              | 2011              | 2012 | 2013              |
| ----------- | ------------------ | ------------------ | ------------------ | ------------------ | ------------------ | ----------- | ---------------- | ----------------- | ----------------- | ---- | ----------------- |
| Флаг России | 0,571 СТМК Турбина | 0,872 СТМК Турбина | 1,230 СТМК Турбина | 2,000 СТМК Турбина | 1,667 СТМК Турбина | -           | -                | 1,600 Октябрьский | 1,212 Октябрьский | -    | 1,091 Октябрьский |
| (II)        | -                  | -                  | -                  | 1,362 Выбжеже      | -                  | 1,235 Ровно | 1,550 КСМ Кросно | 0,500 КМЖ Люблин  | -                 | -    | -                 |

## Достижения
| - Чемпионат России по спидвею среди юниоров: в командном зачёте — 3 место (2006) - Чемпионат России по спидвею в парном зачёте — 3 место (2011) | На международных соревнованиях Юниорские соревнования КЧМЮ — 3 место в ½ финала (2006) Взрослые соревнования ЛЧЕ — 14 место в ¼ финала (2007), 13 место в ½ финала (2010) |  |